# Perervînți, Drabiv
Perervînți (în ucraineană Перервинці) este o comună în raionul Drabiv, regiunea Cerkasî, Ucraina, formată numai din satul de reședință.

## Demografie
Componența lingvistică a comunei Perervînți
     Ucraineană (98,78%)
     Rusă (1,11%)
     Alte limbi (0,11%)
Conform recensământului din 2001, majoritatea populației comunei Perervînți era vorbitoare de ucraineană (98,78%), existând în minoritate și vorbitori de rusă (1,11%).